# Баке, Грегори
Грегори Баке (фр. Grégori Baquet; род. 11 декабря 1970, Париж) — французский актёр, музыкант и режиссер.

## Биография
Его отец — известный актер и музыкант-виолончелист Морис Баке, мать — русская танцовщица и хореограф Анна Баке. Грегори учился в Лицее Мольера (fr:Lycée Molière) в Париже. В возрасте шести лет он начал играть на фортепиано, кларнете и саксофоне и брать уроки пения и актерского мастерства.
После службы в армии Грегори, подписав контракт с театральной труппой Карима Салаха, начал играть в театре, сниматься в телесериалах и короткометражках. Позже Грегори попробовал себя в мюзиклах. В конце 1990-х Жерар Пресгурвик пригласил его на роль Бенволио, кузена Ромео, в знаменитый мюзикл «Ромео и Джульетта», премьера которого состоялась в Париже в 2001 году.
Грегори Баке дебютировал в кино в 1991 году ролью в драме Жан-Лу Юбера «Белая королева» с Катрин Денев в главной роли. В феврале 2004 года на экраны Франции вышел фильм Роберта Сэлиса «Высшая школа», где Грегори сыграл одну из главных ролей. В апреле того же года он был выдвинут в номинанты на высшую театральную премию Франции — премию Мольера за роль Жереми в пьесе «Хорошая память» (фр. La Belle Memoire).
В 1998 году Баке дебютировал как режиссёр, в короткометражном фильм «Папа» (фр. Tatoo), к которому сам написал сценарий и музыку.

## Фильмография

### Кино
| Год  |   | Русское название       | Оригинальное название         | Роль          |
| ---- | - | ---------------------- | ----------------------------- | ------------- |
| 1991 | ф | Белая королева         | La Reine blanche              |               |
| 1991 | ф | Жизнь мертвецов        | La vie des morts              | Симон Ленехен |
| 1994 | ф | Нерешительный          | L'irrésolu                    |               |
| 2000 | ф | Ваш выбор, мадам       | Ça ira mieux demain           | Седрик        |
| 2002 | ф | Парадиско              | Paradisco                     | Жак           |
| 2003 | ф | Высшая школа           | Grande école                  | Поль          |
| 2008 | ф | Зануда                 | L'emmerdeur                   | Грейд         |
| 2015 | ф | Студентка и месье Анри | L'étudiante et Monsieur Henri | Артур         |
| 2019 | ф | Расправь крылья        | Donne-moi des ailes           | Жюльен        |

### Сериалы
| Год       |   | Русское название                    | Оригинальное название | Роль              |
| --------- | - | ----------------------------------- | --------------------- | ----------------- |
| 1994—1999 | с | Челленджерс: экстремальные ситуации | Extrême limite        | Мэттью (Matthieu) |